# Rusyfikacja Białorusi
Rusyfikacja Białorusi (biał. Русіфікацыя Беларусі, Rusifikacyja Biełarusi) – polityka mająca na celu wyeliminowanie języka białoruskiego z życia publicznego, a zastąpienia go rosyjskim i wynarodowienia Białorusinów. Prowadzona najpierw przez władze Imperium Rosyjskiego, później ZSRR. Od 1994 roku, kiedy władzę na Białorusi objął uważany za prorosyjskiego prezydent Alaksandr Łukaszenka, powrócono do rusyfikacji. 

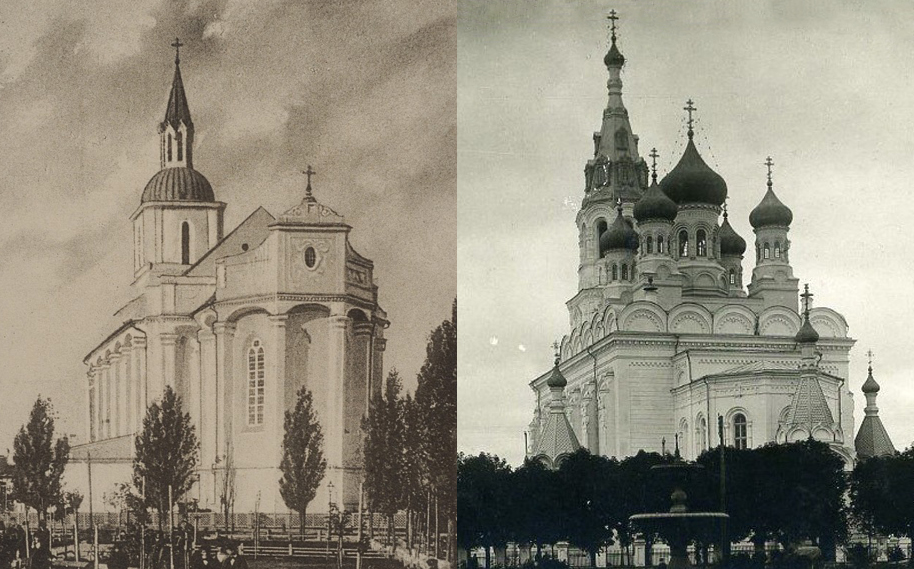
Przykład rusyfikacji z XIX wieku; przebudowany kościół Najświętszej Maryi Panny (już nie istnieje) w Grodnie

## Składniki rusyfikacji
Rusyfikacja Białorusi składa się z kilku komponentów:
- Rusyfikacja edukacji
  - Dominacja języka rosyjskiego w edukacji na Białorusi
  - Nauczanie poprzez paradygmaty rosyjskiej mentalności
- Represje elit białoruskich:
  - Sowieckie represje na Białorusi
  - Podległość białoruskich prawosławnych bezpośrednio wobec Patriarchatu Moskiewskiego

- Tłumienie religii i przymusowe nawracanie
  - Synod połocki

- Narzucenie rosyjskiej mentalności, kultury, nastrojów antyzachodnich i odrzucenie wartości państwa demokratycznego

- Sztuczna deformacja języka białoruskiego w celu upodobnienia go do języka rosyjskiego
  - Narkamauka

- Niszczenie lub modyfikacja kultury narodowej

- Niszczenie lub modyfikacja obiektów architektury narodowej
  - Lista zabytków architektonicznych Wielkiego Księstwa Litewskiego, zniszczonych przez władze Imperium Rosyjskiego(inne języki) (biał.)
  - Lista zabytków historycznych i architektonicznych Białorusi zniszczonych przez Patriarchat Moskiewski(inne języki) (biał.)

- Dominacja telewizji rosyjskiej i rosyjskich produktów w przestrzeni medialnej Białorusi[3]
- Brak warunków do wykorzystania języka białoruskiego w biznesie i obiegu dokumentów[3]
- Budowanie pomników Rosjanom
- Zmiana nazw miejscowości, ulic i innych obiektów geograficznych na cześć postaci rosyjskich lub zgodnie z rosyjską tradycją
- Deklarowanie języka rosyjskiego jako drugiego języka urzędowego stwarzając warunki do wypierania języka białoruskiego

## Imperium Rosyjskie

### Tło historyczne
W wyniku rozbiorów Rzeczypospolitej Obojga Narodów pod koniec XVIII wieku (1772, 1793, 1795) Imperium Rosyjskie przejęło kontrolę nad znaczną częścią terytorium Białorusi. W tym okresie rozpoczął się proces rusyfikacji, w ramach którego władze rosyjskie stanęły przed wyzwaniem integracji regionu, w którym większość szlachty i znaczna część ludności miejskiej, a także duchowieństwo unickie, posługiwała się głównie językiem polskim, a około 90% ludności wiejskiej posługiwało się językiem białoruskim.

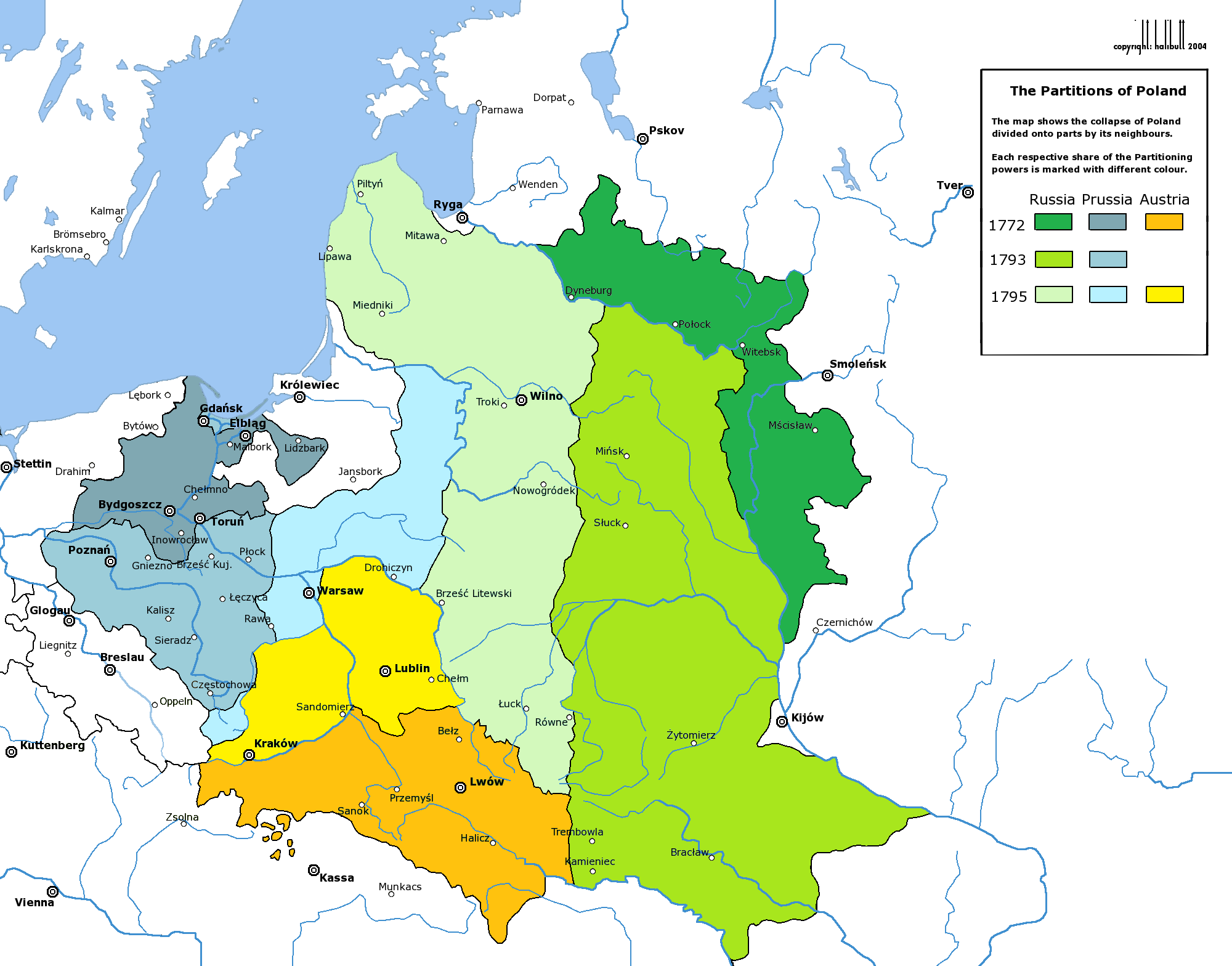
Rozbiory Rzeczypospolitej Obojga Narodów w latach 1772, 1793 i 1795

W tej polityce pojęcie „język rosyjski” zwykle odnosiło się do dialektu wielkoruskiego, który był promowany jako standard literacki i administracyjny

Dialektologiczna mapa języka rosyjskiego w Europie z 1914 r. wyróżnia pięć głównych dialektów: północny wielkorosyjski (jasnopomarańczowy), południowy wielkorosyjski (czerwony), środkowy wielkorosyjski (odpowiednio beżowe i jasnopomarańczowe tło z jasnoliliowymi i pomarańczowymi paskami), białoruski (fioletowy) i małorosyjski (zielony), a także trzy dialekty przejściowe: z białoruskiego do południowowielkorosyjskiego, z małorosyjskiego do białoruskiego i z małorosyjskiego do południowowielkorosyjskiego.

Pojęcia „naród białoruski” i „Biała Ruś” nie były powszechnie znane wśród ludności. W 1903 roku filolog i etnograf Jefim Karski napisał:
Obecnie przeciętny mieszkaniec Białorusi nie zna tej nazwy. Na pytanie: „Kim jesteś?”, zwykły człowiek odpowiada – rusinem, a jeśli jest katolikiem, to nazywa siebie albo poprostu katolikiem, albo Polakiem; czasami może nazywać swoją ojczyznę Litwą, albo po prostu mówić, że jest „tutejszy” – miejscowy, naturalnie odróżniając siebie od kogoś, kto mówi po wielkorusku.
Rozwijający się podział wyznaniowy między prawosławnymi i katolikami w Kraju Północno-Zachodnim znacząco wpłynął na różnice etniczne w XVIII i XIX wiekach. Podział ten doprowadził do jednoczenia tożsamości wokół symboli i ośrodków religijnych, wzmacniając tożsamość polskokatolicką wśród mniejszości i promując tożsamość rosyjsko-prawosławną wśród większości.

### Wdrażanie polityki rusyfikacji i zmiany społeczno-gospodarcze
Rusyfikacja nasiliła się za czasów Michaiła Murawjowa-Wileńskiego, a jego następca, Konstantin Kaufman, kontynuował tę politykę. Celem było odbudowanie zachodniorosyjskiej świadomości etnicznej wśród prawosławnych Białorusinów. Wdrażanie rosyjskości odbywało się poprzez publiczną i kościelną edukację parafialną, a także posługę duszpasterską Cerkwi rosyjskiej, integrując więzi wyznaniowe jednoczące ludzi wokół prawosławia z więzami etnicznymi. Doprowadziło to do wzrostu poczucia ogólnorosyjskiej tożsamości narodowej wśród ludności w Kraju Północno-Zachodnim.
Po powstaniu listopadowym (1830–1831) władze rosyjskie wzmocniły działania mające na celu ograniczenie wpływów kultury polskiej w regionie. Jednym z najważniejszych kroków było przejście z języka polskiego na język rosyjski na wszystkich szczeblach nauczania na Białorusi. Historyk Wiaczesław Nasiewicz opisał Uniwersytet Wileński jako jeden z „reaktorów” polskiej idei narodowej, a jego reorganizacja miała na celu osłabienie polskich tradycji intelektualnych przy jednoczesnym zaszczepieniu lojalności wobec państwa rosyjskiego i Rosyjskiej Cerkwi Prawosławnej. Uniwersytet był dostępny wyłącznie dla szlachty, co ograniczało dostęp do wykształcenia wyższego dla niższych grup społecznych.
Pod koniec XIX wieku władze rosyjskie znacznie rozbudowały infrastrukturę w Kraju Północno-Zachodnim w ramach szerszej strategii integracji terytoriów białoruskich z imperium. Rozwój przemysłu, ulepszone sieci transportowe i reformy rolne przyczyniły się do wzrostu gospodarczego regionu. W przeciwieństwie do polskiego postrzegania Białorusi jako regionu peryferyjnego, administracja rosyjska traktowała ją jako obszar kluczowy dla interesów gospodarczych i politycznych.
Aktywne wprowadzenie języka rosyjskiego do edukacji i administracji umożliwiło Białorusinom szerszy dostęp do edukacji i uczestnictwa w życiu kulturalnym. Liczba ludności pięciu białoruskich prowincji wzrosła z 3,3 miliona w 1863 r. do 6,5 miliona w 1897 r., co było spowodowane wzrostem naturalnym i udoskonaleniem infrastruktury. Urbanizacja postępowała systematycznie, a wskaźniki alfabetyzacji uległy poprawie. W latach 1860–1881 liczba szkół na Białorusi wzrosła z 576 do 2185. Były to strategiczne działania wzmacniające rosyjskie wpływy edukacyjne i kulturalne.
W tym okresie nastąpił także rozwój białoruskiej świadomości narodowej. Rozwój edukacji, wzrost wskaźnika alfabetyzacji i rozwój prasy drukowanej przyczyniły się do większej świadomości tożsamości białoruskiej. Procesy te położyły fundament pod powstanie ruchów narodowych na początku XX wieku.

### Badanie języka białoruskiego w Imperium Rosyjskim
Zainteresowanie badaniem języka lokalnej ludności zaczęło się pojawiać w społeczności akademickiej pod koniec XIX wieku. Izmaił Sriezniewski i Ołeksandr Potebnia uważali, że dialekty białoruskie stanowią część południoworosyjskiego języka. Większość badaczy tamtego okresu dość sceptycznie spoglądała na perspektywy instytucjonalizacji języka białoruskiego. Znany etnograf i kolekcjoner białoruskiego folkloru Piotr Bessonow stwierdził: „Białoruska mowa ludowa nigdy nie stanie się językiem literackim, pisanym i książkowym”.
Mimo początkowego sceptycyzmu, pod koniec XIX i na początku XX wieku nastąpił okres rozkwitu badań języka białoruskiego. Aktywnie rozwijały się badania historii, kultury, tradycji i szczególnych cech narodu białoruskiego. Wcześni pionierzy, tacy jak Paweł Szpilewski i Jan Czeczot, zaczęli dokumentować białoruskie tradycje ustne i folklor, podkreślając niezależny charakter języka białoruskiego i jego dziedzictwo kulturowe. Ich wkład położył solidny fundament pod późniejsze prace badawcze w tej dziedzinie.
Jewfimij Karski, uważany za ojca językoznawstwa białoruskiego, w latach 1903–1922 prowadził szeroko zakrojone badania, których ukoronowaniem było opublikowanie jego przełomowego, trzytomowego dzieła „Białorusini”. Praca ta zawierała szczegółowe badania dialektów białoruskich i zawierała jego „Etnograficzną mapę plemienia białoruskiego”. Wysiłki Karskiego znacząco posunęły naprzód akademickie badania języka i kultury białoruskiej, podkreślając jej odrębną tożsamość w szerszym kontekście studiów wschodnioeuropejskich.

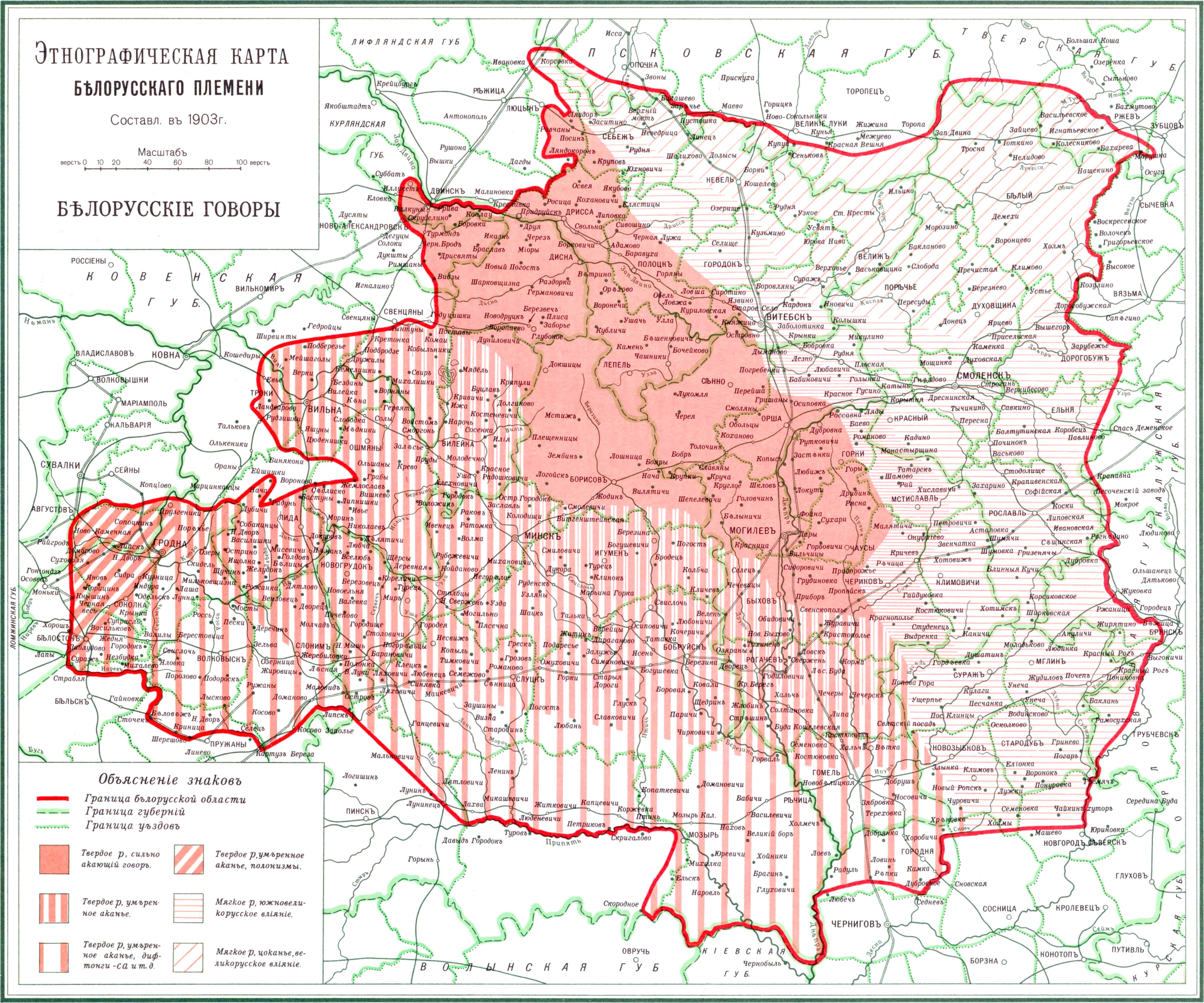
Mapa etnograficzna Jewfimija Karskiego, 1903. Autor zaznaczył tereny Polesia Zachodniego jako obszar występowania dialektu małoruskiego (języka ukraińskiego), ale do obszaru występowania dialektów białoruskich włączył znaczne terytoria współczesnej Polski, Litwy, Łotwy, Rosji i Ukrainy.

## Związek Radziecki

### Polityka językowa w latach 1920–1933
W latach dwudziestych XX wieku w Białoruskiej SRR miała miejsce białorutenizacja, której celem była popularyzacja języka białoruskiego w życiu społeczno-politycznym i kulturalnym. Działo się to w miarę rozszerzania się terytorium republiki. W 1924 roku ziemie, które miały wejść w skład przyszłych obwodów mohylewskiego i witebskiego, przekazano BSRR, a w 1926 roku okręgom homelskiemu i rzeczickiemu. W większości szkół podstawowych zaczęto nauczać po białorusku. Język białoruski stopniowo wprowadzano także na uczelniach wyższych. Dekret z 1924 roku ustanowił równość czterech głównych języków republiki: białoruskiego, rosyjskiego, jidysz i polskiego.
Według spisu powszechnego z 1926 r. w Białoruskiej SRR 80,6% ludności stanowili Białorusini, następni zaś byli Żydzi (8,2%), Rosjanie (7,7%) i Polacy (2%). Artykuł 22 Konstytucji Białoruskiej SRR z 1927 r. uznał język białoruski za podstawowy język instytucji państwowych, zawodowych i publicznych, rozpoczynając szeroką białorutenizację we wszystkich sferach życia, w tym w edukacji, gdzie w roku szkolnym 1926/27 w 92% szkół nauczanie odbywało się w języku białoruskim. Podobne tendencje zaobserwowano na pobliskich terytoriach RFSRR, np. w obwodzie smoleńskim, gdzie w połowie lat 30. XX w. działało 99 białoruskich szkół.

### Polityka językowa w latach 1933–1989
Krótki okres białorutenizacji ostatecznie ustąpił miejsce odnowionemu naciskowi na rusyfikację, zgodnemu z polityką radziecką, która zakładała dominację językową języka rosyjskiego w całym ZSRR. Stalin wierzył, że wraz z rozwojem zjednoczonej globalnej gospodarki socjalistycznej powstanie pewien rodzaj wspólnego języka, ponieważ narody odczują potrzebę posiadania, obok języków narodowych, jednego wspólnego języka międzynarodowego.
Kandydat nauk filologicznych Igor Klimow pisze:
W 1958 roku wprowadzono reformę szkolnictwa, przyznającą rodzicom prawo wyboru języka nauczania i decydowania, czy ich dzieci mają uczyć się języka ojczystego. W rezultacie liczba szkół nauczających w języku ojczystym i liczba ich uczniów gwałtownie spadła. W 1990 roku sekretarz Komitetu Centralnego Komunistycznej Partii Białorusi ds. ideologii Aleksandr Kuźmin wspominał:
W 1958 roku w Mińsku działało osiem szkół białoruskojęzycznych. Kiedy jednak wprowadzono zasadę, że rodzice mogą sami wybrać język nauczania dla swoich dzieci, otrzymaliśmy prośby od rodziców zaledwie czterech pierwszoklasistów, którzy chcieli, aby ich dzieci uczyły się w języku białoruskim. W wyniku wszystkie osiem szkół natychmiast przeszło na język rosyjski.
Na przykład w 1969 roku w Białoruskiej SRR 30% uczniów nie uczyło się języka białoruskiego, a w Mińsku odsetek ten wynosił aż 90%. Badacze przypisują to zjawisko rodzicom, którzy wolą uczyć swoje dzieci w języku, który ułatwi im dalszą edukację w rosyjskojęzycznych szkołach średnich i wyższych, zarówno na Białorusi, jak i za granicą, co ostatecznie stworzy fundament pod udaną karierę zawodową. Jak zauważa Władimir Alpatow:
Na pierwszy rzut oka doprowadziło to do paradoksalnej sytuacji: wiele szkół było wspieranych w kwestii nauczania w języku ojczystym bardziej odgórnie, choć może i było to tylko „nie przeszkadzanie”, podczas gdy od dołu następował ruch w kierunku przejścia na nauczanie w języku rosyjskim (nie wykluczając nauki języka ojczystego jako przedmiotu)

## Rządy Aleksandra Łukaszenki

### Lata 90.
Prezydent Białorusi Alaksandr Łukaszenka od czasu objęcia władzy w 1994 r. kontynuował rusyfikację w latach 90.
W Mińsku w roku szkolnym 1994–1995 58% uczniów pierwszych klas szkoły podstawowej uczyło się w języku białoruskim. Po objęciu urzędu przez Łukaszenkę w 1994 r. liczba ta znacząco spadła. W 1999 roku w Mińsku w języku białoruskim uczyło się jedynie 5,3% uczniów klas pierwszych szkoły podstawowej.
Spis z 1999 r. był pierwszym, w którym pojawiło się pytanie o faktyczne używanie języka. Spis wykazał, że chociaż 73,7% populacji uznało białoruski za swój język ojczysty, w domu posługiwało się nim jedynie 36,7% osób. Świadczy to o spadku codziennego użycia, pomimo oficjalnego statusu języka.
Na początku niepodległości odzyskanej w 1991 roku podejmowano działania mające na celu propagowanie języka białoruskiego w edukacji, mediach i rządzie. Początkowo wysiłki te przyniosły postęp. Jednakże ich wpływ zaczął zanikać po referendum w 1995 r., w którym język rosyjski stał się współoficjalnym językiem.

### Lata 2010.
Po 2014 roku prezydent Alaksandr Łukaszenka zainicjował politykę znaną jako miękka białorutenizacja. Polityka ta miała na celu stopniowe zwiększenie obecności języka białoruskiego i zmniejszenie poziomu rusyfikacji w kraju. Strategia ta oznaczała istotną zmianę w kierunku wzmocnienia białoruskiej tożsamości kulturowej przy jednoczesnym utrzymaniu silnych więzi z Rosją.
W roku szkolnym 2016-2017 językiem białoruskim nauczano około 128 tys. uczniów (13,3% ogółu). Zdecydowana większość szkół białoruskojęzycznych znajduje się na terenach wiejskich, które są stopniowo zamykane z powodu migracji ludności do miast. Co roku na Białorusi zamykanych jest około 100 małych szkół, z których większość naucza w języku białoruskim. Obserwuje się tendencję przenoszenia uczniów tych szkół do szkół rosyjskojęzycznych. W związku z tym następuje utrata liczby uczniów uczących się w języku białoruskim.
Jeśli chodzi o miasta, to szkół z językiem białoruskimw Białorusi jest zaledwie siedem, z czego sześć znajduje się w Mińsku (stan na 2019 r.): 
1. Gimnazjum nr 4 (ul. Kunсauszczyna, 18 – Mińsk, rejon Frunzienski)
2. Gimnazjum nr 9 (ul. Siadyh, 10 – Mińsk, rejon Pierszamajski)
3. Gimnazjum nr 14 (ul. Wasniacowa, 10 – Mińsk, rejon Zawodski)
4. Gimnazjum nr 23 (Aleja Niepodległości, 45 – Mińsk, rejon Sawietski)
5. Gimnazjum nr 28 (Aleja Rakasouskaha, 93 – Mińsk, rejon Leninski)
6. Gimnazjum nr 60 (ul. Karola Libknehta, 82 – Mińsk, rejon Moskiewski)
7. Szkoła średnia nr 4 (ul. Sawieckaja 78 – miasto Janów)

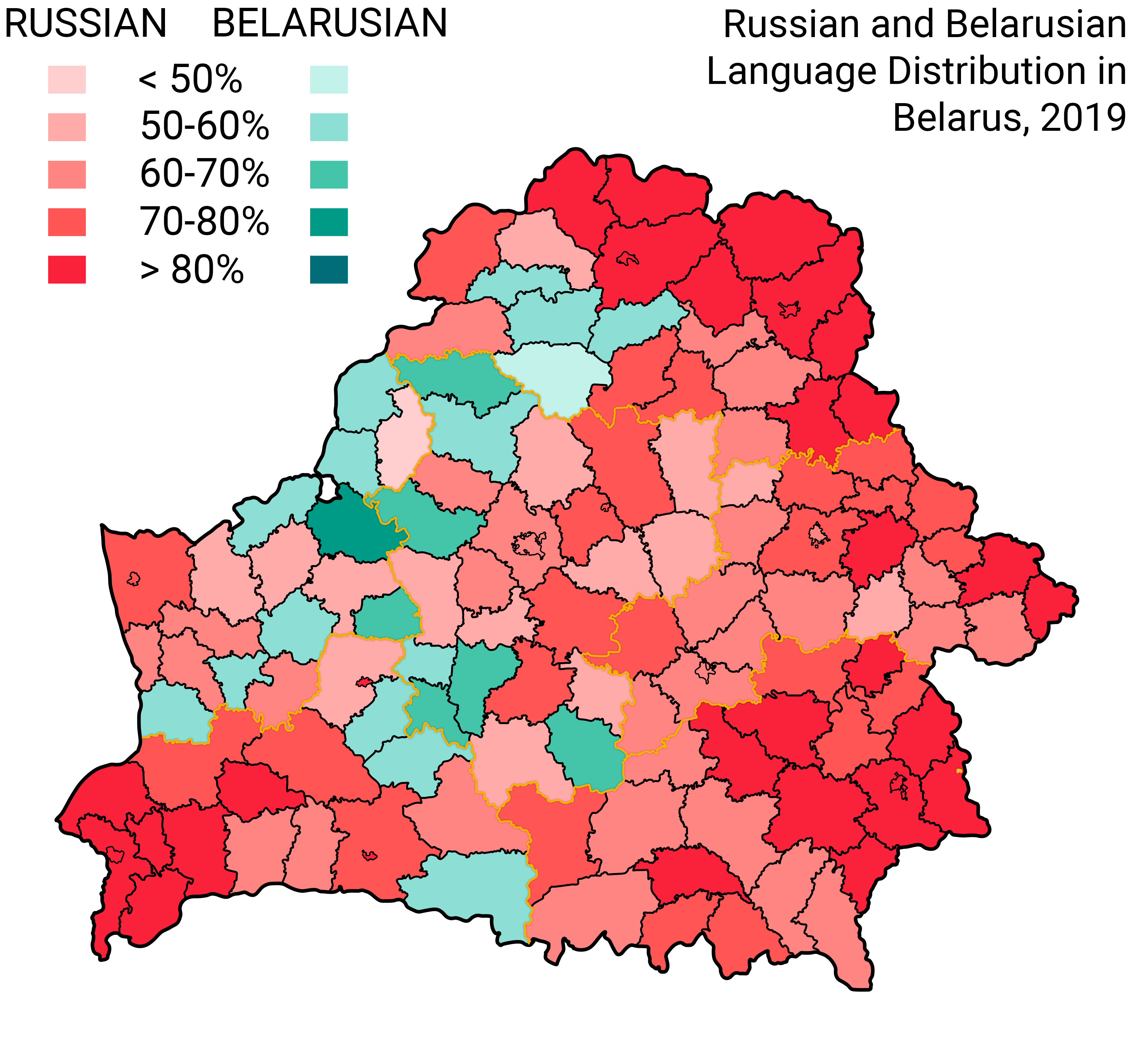

| Miejscowość                       | Liczba szkół białoruskojęzycznych | Łączna liczba szkół | Procent szkół białoruskojęzycznych |
| --------------------------------- | --------------------------------- | ------------------- | ---------------------------------- |
| Mińsk                             | 6                                 | 277                 | 2,17%                              |
| Brześć                            | 0                                 | 37                  | 0%                                 |
| Witebsk                           | 0                                 | 48                  | 0%                                 |
| Grodno                            | 0                                 | 42                  | 0%                                 |
| Homel                             | 0                                 | 53                  | 0%                                 |
| Mohylew                           | 0                                 | 47                  | 0%                                 |
| Inne centra powiatowe łącznie     | 1 *                               | ~ 920               | 0,11%                              |
| * w Janowie (szkoła średnia nr 4) |                                   |                     |                                    |

### Lata 2020.
W latach 2020. nasiliła się rusyfikacja Białorusi, spowodowana w dużej mierze niepokojami politycznymi po wyborach prezydenckich w 2020 r. i zaangażowaniem Białorusi w rosyjską inwazję na Ukrainę. Wsparcie Rosji w tym czasie zaowocowało wzmocnieniem dwustronnych inicjatyw kulturalnych.
W tym okresie nastąpił gwałtowny wzrost wpływów kultury rosyjskiej w różnych sektorach Białorusi, w tym w sztuce, edukacji i mediach, co zostało podkreślone przez strategiczne rozmieszczenie rosyjskiego personelu kulturalnego i rozrost rosyjskich ośrodków kulturalnych.
Izolacja od wpływów europejskich, pogłębiona przez powiązania geopolityczne, jeszcze bardziej umocniła więzy kulturowe Białorusi z Rosją. Wspólne projekty i inicjatywy między oboma państwami były kontynuowane, a częstotliwość wydarzeń, takich jak wspólne wystawy muzealne, współpraca teatralna i wymiany edukacyjne, wzrosła. Współpraca ta podkreśliła trwałą i pogłębiającą się integrację Białorusi z kulturową orbitą Rosji.

## Obecna sytuacja języka białoruskiego
Białoruski został uznany przez UNESCO za jeden z języków zagrożonych wyginięciem. W ciągu dziesięciu lat, które minęły między dwoma ostatnimi spisami powszechnymi – od 1999 do 2009 roku – odsetek osób, które mówią po białorusku w domu, spadł na Białorusi z 37 do 23 proc. Liczba osób mówiących stale w tym języku obniżyła się od 2009 do 2012 z 5,8 do 3,9 procent.
W czerwcu 2014 centrum socjologiczne «Laboratorium Nowak» przeprowadziło badanie socjologiczne na Białorusi, wg którego 99,4% badanych czytało literaturę piękną w języku rosyjskim, preferowało literaturę w języku rosyjskim 93,7% badanych, zaledwie 5% preferowało literaturę piękną w języku białoruskim. Natomiast kiedy badani mieli możliwość wybierania kilku wariantów odpowiedzi, to ponad 99% badanych wybrało język rosyjski, a prawie 28% języki i rosyjski i białoruski.
Obecny stan języka białoruskiego porównuje się do stanu języka irlandzkiego w Irlandii.